# Свердління тертям

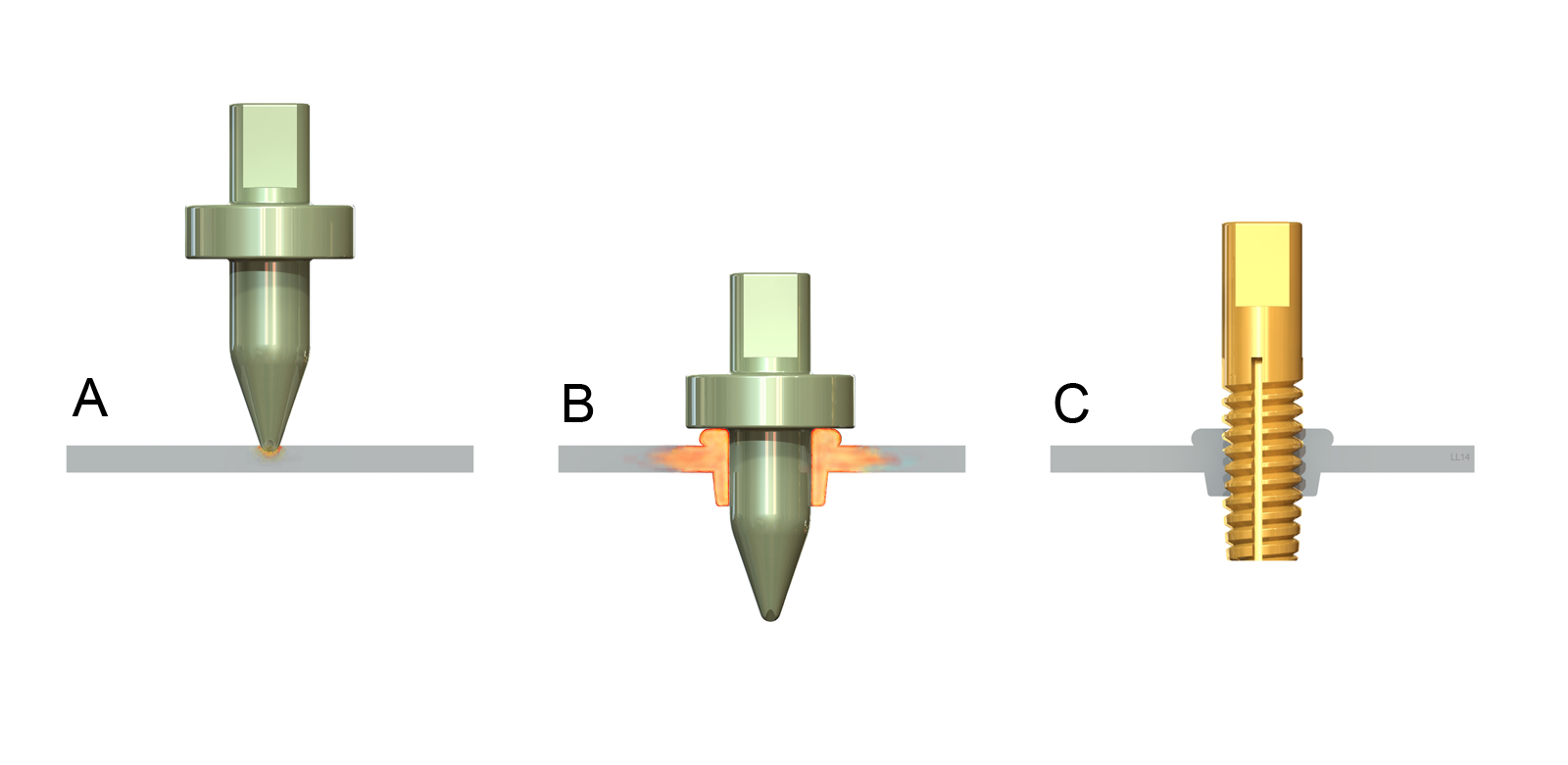
Основні етапи процесу свердління тертям: А. Притискання обертового інструменту. B. В зоні контакту температура зростає, пластичність матеріалу зростає й інструмент утворює отвір. C. Формування різьбової поверхні в отворі

Свердлі́ння тертя́м або термі́чне свердлі́ння (англ. friction drilling, thermal drilling) — це спосіб виготовлення отворів у деталі, при якому розігрітий теплотою від тертя матеріал витискується обертовим інструментом, що подається в осьовому напрямі.

## Принцип роботи
Свердління тертям використовує як інструмент загострений об'єкт, виготовлений з дуже термостійкого твердого сплаву. Цей об'єкт притискається до металевого виробу з високим тиском та високою швидкістю обертання. При таких умовах, завдяки силі тертя, виділяється велика кількість тепла концентрованого на невеликій площі, завдяки чому метал швидко досягає температури плавлення і метал стає пластичним. Далі інструмент проходить крізь виріб, залишаючи отвір. На відміну від звичайного свердління, матеріал на просвердленому місці не втрачається, а формує муфту, що досягає товщини близько 3 разів більшої за початкову товщину.
Також існують спеціальні інструменти, що наносять різьбу на ще пластичний метал.

## Переваги
- Дуже швидкий процес (тривалість від 2 до 6 секунд)[2].
- Матеріал не втрачається після свердління, а формує муфту, яка може бути до 3 разів товстішою за початковий матеріал, ще дозволяє створювати міцні болтові з'єднання навіть в дуже тонких виробах.
- Чистий процес без відходів і стружки.
- Може використовуватись для обробки багатьох видів матеріалів[3].

## Недоліки
- Обмежена товщина початкового матеріалу. На сьогодні можливо просвердлити шматок металу до 12 мм.
- Металевий виріб (з точки зору вимог до механічних властивостей) повинен допускати локальний розігрів до високих температур. Вироби, що було пофарбовано, покрито пластиком, гальванізовано або термічно оброблено (термічно зміцнено) не можуть бути просвердлені тертям в більшості випадків — подібно до того, як вони не можуть бути зварені.